# Atikokan Municipal Airport
Atikokan Municipal Airport är en flygplats i Kanada.   Den ligger i Rainy River District och provinsen Ontario, i den sydöstra delen av landet, 1 300 km väster om huvudstaden Ottawa. Atikokan Municipal Airport ligger 419 meter över havet.
Terrängen runt Atikokan Municipal Airport är huvudsakligen platt, men norrut är den kuperad. Runt Atikokan Municipal Airport är det glesbefolkat, med 10 invånare per kvadratkilometer.. Närmaste större samhälle är Atikokan, 2,2 km sydost om Atikokan Municipal Airport. 
I omgivningarna runt Atikokan Municipal Airport växer i huvudsak blandskog.